# Шварц, Михаэль
Михаэль Шварц (ивр. מיכאל שורץ‎; 17 декабря 1929, Зальцбург, Австрия — 13 декабря 2011) — израильский учёный, исследователь ислама и средневековой еврейской философии. Профессор Тель-Авивского университета, лауреат Премии Израиля по истории еврейской мысли (2011).

## Биография
Михаэль Шварц родился в 1929 году в Зальцбурге (Австрия). Его дед по отцовской линии был владельцем одного из крупнейших универсальных магазинов Австрии начала века, а мать — сотрудницей этого же универмага. Помимо Михаэля, в семье был ещё оддин сын — Гидеон. В 1938 году семья Шварц бежала из Австрии, где к власти пришли нацисты, в подмандатную Палестину и поселилась в Хайфе. Там Михаэль учился в школе «Реали», под влиянием преподавателя Меира Яакова Кистера увлёкшись изучением арабского языка.
По окончании школы, в 1947 году, Шварц вступил в еврейскую поселенческую полицию; он продолжил военную службу в ЦАХАЛе после образования Государства Израиль, завершив её в 1950 году. После этого он поступил в Еврейский университет в Иерусалиме на факультет арабской филологии и истории Ближнего Востока, получив первую степень по этой специальности в 1954 году. В годы учёбы Шварц зарабатывал на жизнь в качестве библиотекаря, позже получив по этой специальности академическую степень. Также в Еврейском университете он получил в 1961 году степень магистра под научным руководством профессора Цви Банета; темой его магистерской диссертации стали доказательства существования Бога в исламской теологии. Начав докторат в Иерусалиме, он по совету другого своего профессора, Шломо Пинеса, подал заявку на получение стипендии с целью продолжения обучения в Оксфордском университете. Эта заявка была удовлетворена, и в 1965 году Шварц получил степень доктора философии в Оксфорде с работой о поминальных молитвах в схоластической исламской теологии с древнейших времён до аль-Газали.
Вернувшись из Англии, Шварц присоединился к преподавательскому составу недавно открывшегося Хайфского университета, а с 1971 года преподавал в Тель-Авивском университете; в дополнение к курсам по исламу он начал вести в этом вузе также курсы по еврейской философии. Его специализацией в этот период стали на арабском языке тексты средневековых еврейских мыслителей. В 1978 году Шварц стал профессором кафедры еврейской философии этого университета и продолжал преподавать в нём до 1997 года. В отличие от многих коллег-учёных, Шварц относился к преподаванию с не меньшей ответственностью, чем к исследовательской работе, и его студенты нередко получали к своим заданиям комментарии, объём которых превышал объём самих поданных работ. После выхода на пенсию он сосредоточился на исследовательской и переводческой работе. Михаэль Шварц умер 13 декабря 2011 года у себя дома, на следующий день после празднования своего 82-го дня рождения.

## Научное наследие
В 1970-е годы Михаэль Шварц публиковал на английском языке и иврите исследовательские статьи, посвящённые различным аспектам ислама, в том числе таким понятиям как касб и илджа (ограничение свободы). В 1978 году, находясь в творческом отпуске в Оксфорде, Шварц по просьбе профессора Пинеса переводил для научного сборника тексты по физике средневековых арабских и еврейских философов. В процессе этой работы им были переведены некоторые отрывки из труда Маймонида «Путеводитель растерянных», и по возвращении в Израиль ему было предложено осуществить полный перевод на современный иврит этой книги, написанной по-арабски. «Путеводитель» уже переводился на иврит в Средние века Самуилом ибн Тиббоном, но эта версия была написана языком, тяжёлым для понимания современного читателя, а осовремененный перевод раввина Йосефа Капаха страдал неточностью в передаче философии автора. Перевод первой части «Путеводителя», снабжённый обширными культурологическими комментариями Шварца и анализом исследовательской литературы, посвящённой этой работе Маймонида, увидел свет в середине 1990-х годов; полностью перевод был завершён шесть лет спустя, уже после выхода Шварца на пенсию.
В конце 1970-х годов, одновременно с началом работы над «Путеводителем», Шварц издал отдельной брошюрой перевод респонса Маймонида «О продолжительности жизни», осуществлённый Готхольдом Вайлем, со своими комментариями. В 1980-е и 1990-е годы был опубликован ряд научных статей Шварца, посвящённый отдельным аспектам творчества Маймонида. Среди других его работ — перевод комментариев Франца Розенцвейга к «Девяноста двум гимнам и стихотворениям Иегуды Галеви», изданный в последний год жизни и включавший оригинальные тексты Галеви, немецкий перевод Розенцвейга и комментарии Шварца. Уже после его смерти увидели свет переводы «Восьми глав» Маймонида и трактата «Кузари» Иегуды Галеви.

## Признание
После выхода в свет перевода первой части «Путеводителя растерянных» Михаэль Шварц был удостоен премии имени Ицхака Бен-Цви. В марте 2011 года ему была присвоена Премия Израиля по истории еврейской мысли; в комментарии жюри перевод «Путеводителя» был назван вершиной научной карьеры Шварца.